# Cedrzyniec kalifornijski
Cedrzyniec kalifornijski, kalifornijski cedr rzeczny (Calocedrus decurrens (Torr.) Florin) – gatunek drzew należących do rodziny cyprysowatych. Występuje w zachodniej części Stanów Zjednoczonych oraz na północy Meksyku.

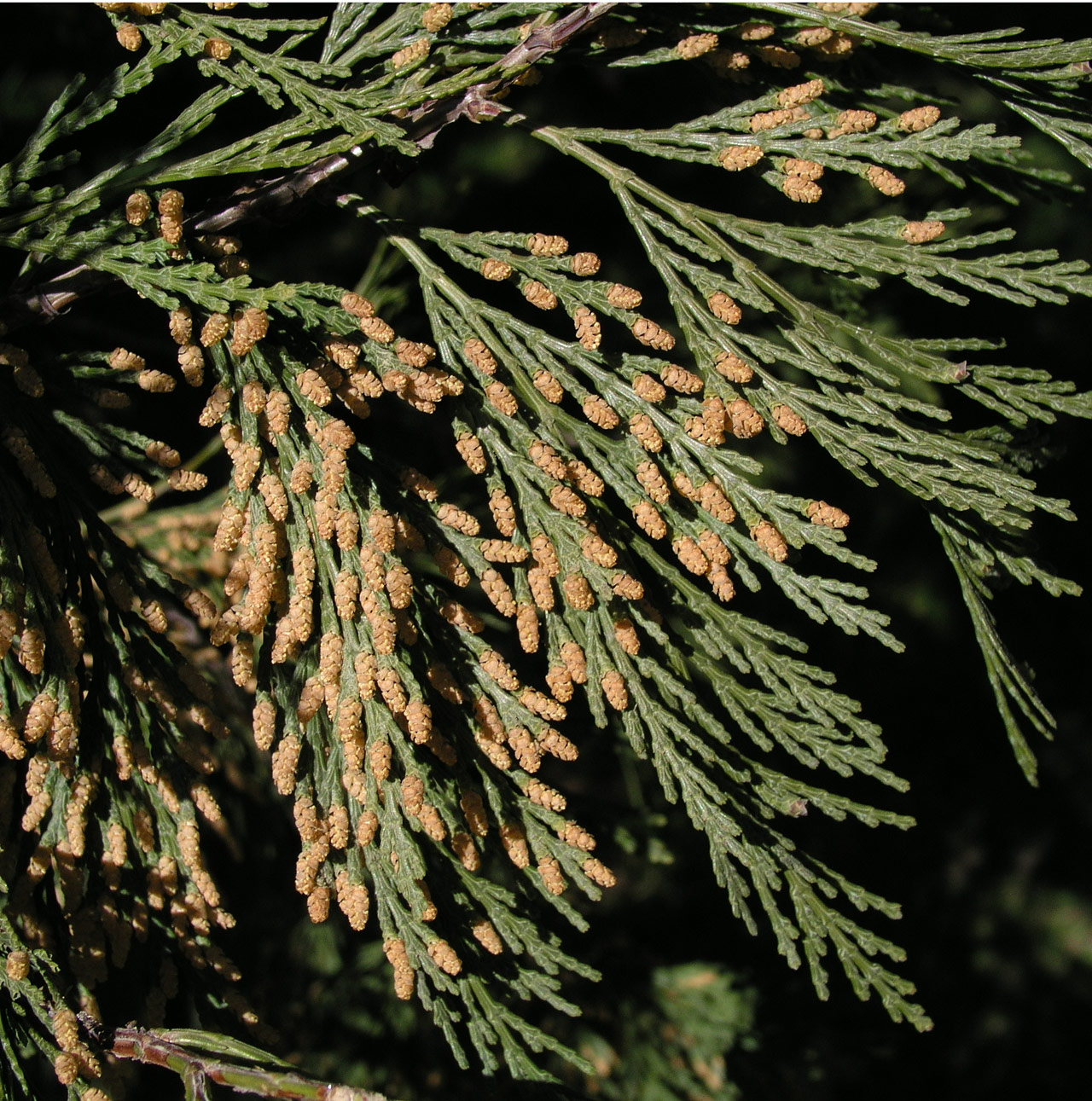
Kwitnące pędy

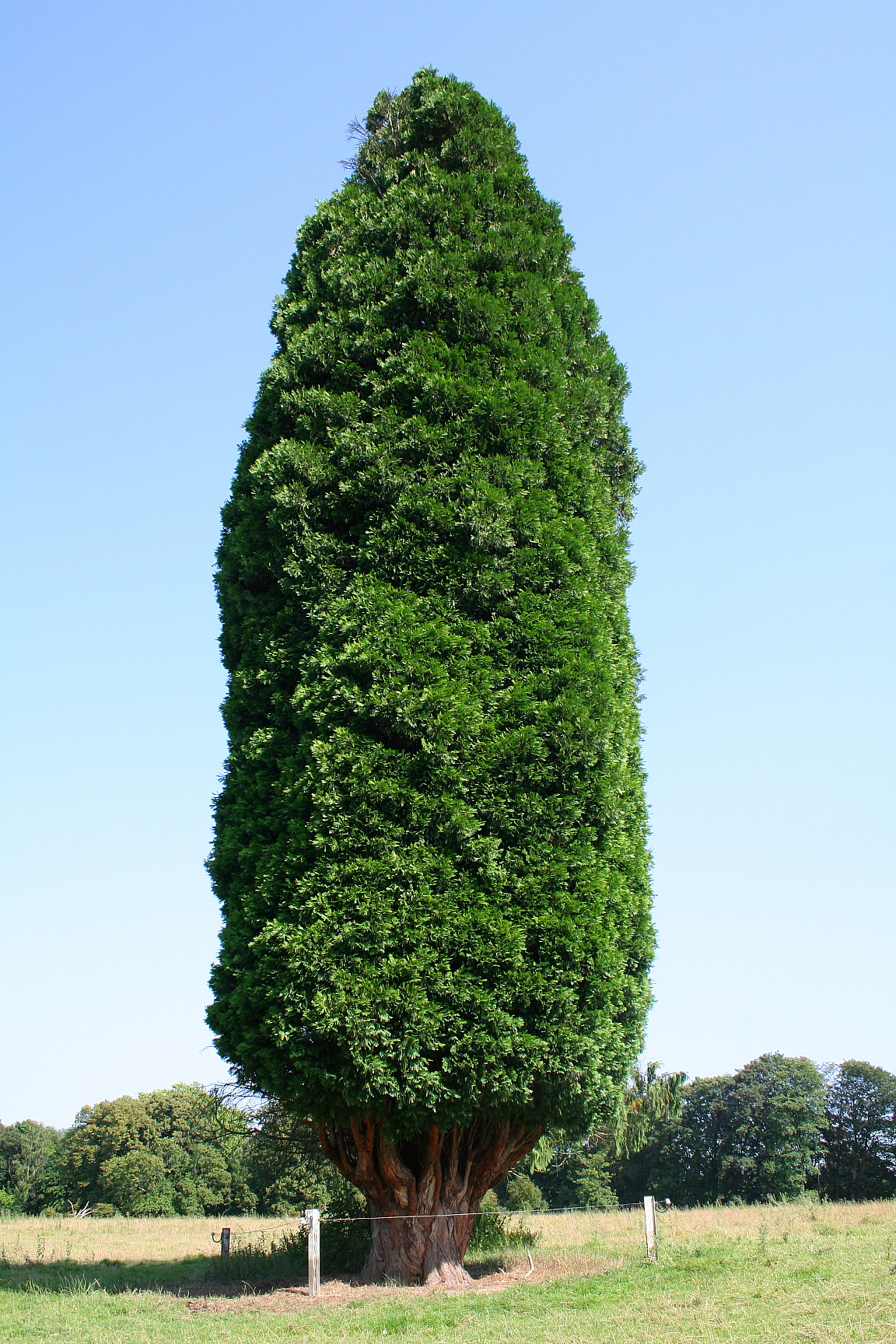
Pokrój

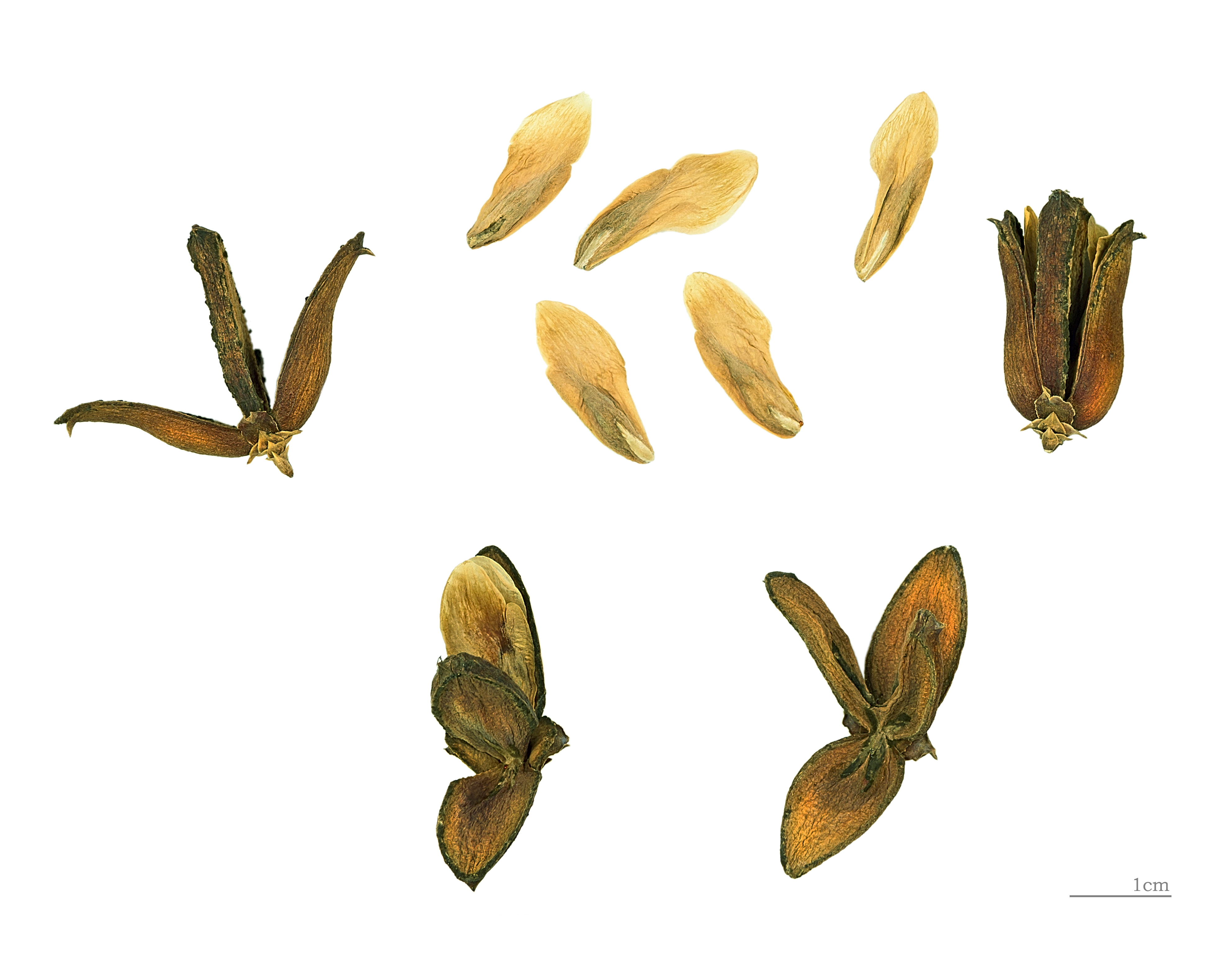
Szyszki i nasiona

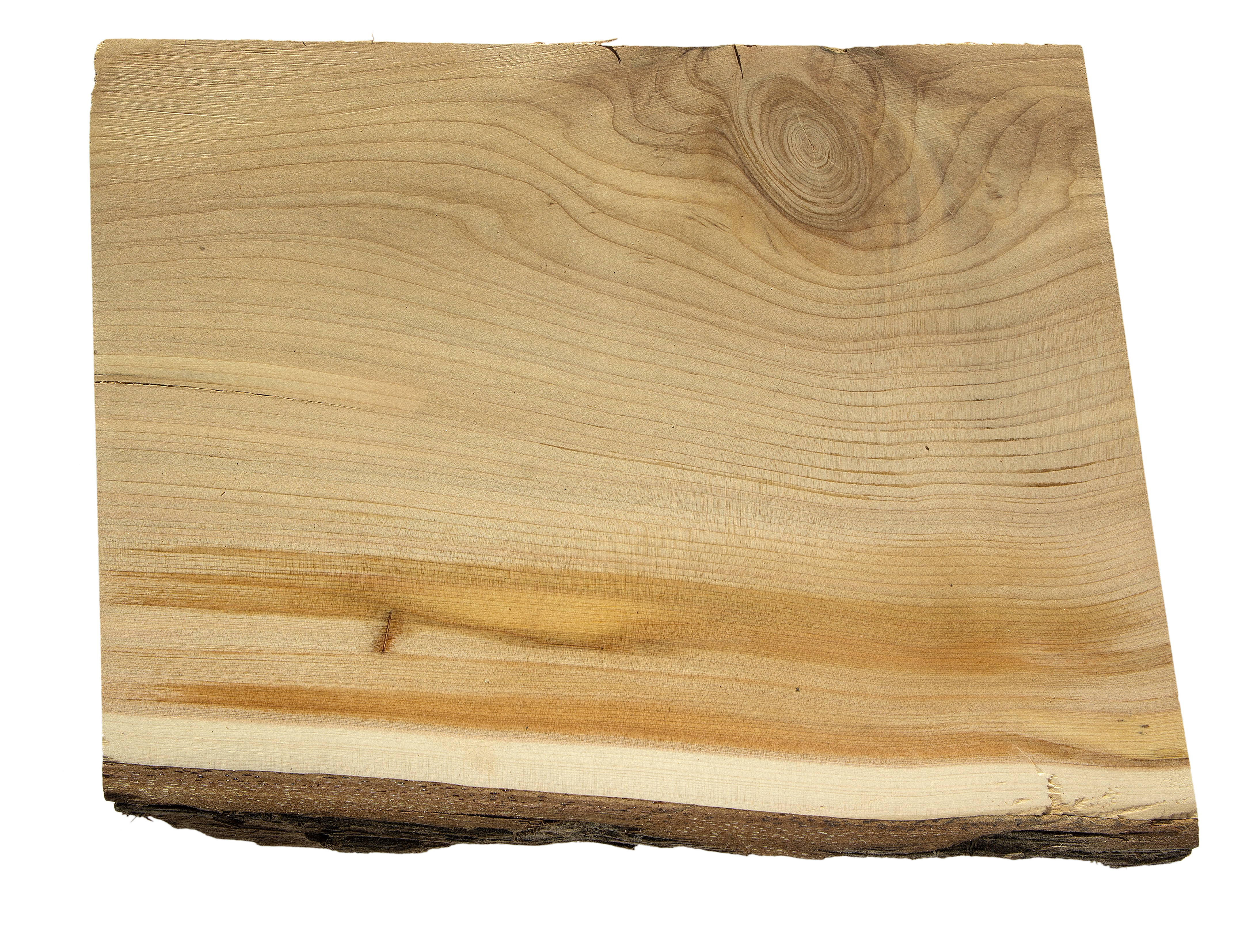
Przekrój podłużny przez pień

## Morfologia
PokrójKorona smukła, kolumnowa, bardzo regularnie wykształcona, której wierzchołek w przeciwieństwie do gatunków cyprysa i cyprysika, nie zbiega ostro, lecz jest wyraźnie zaokrąglony. Wysokość do 60 metrów, częściej jednak o połowę niższe.
PieńZwykle obrośnięty gałęziami prawie do ziemi, tylko w zwartych drzewostanach gałęzie są w dolnej części pnia rzadsze lub brak ich zupełnie. Kora ciemnobrunatna lub brunatno-czerwonawa, podzielona jest na większe płaszczyzny, nieregularnie porozrywane i na obu końcach odgięte od pnia.
LiścieLiście łuskowate, trójkątne, rozszerzające się lekko ku szczytowi, tam jednak wyraźnie zagięte, rosną po cztery w bardzo regularnych okółkach. Przy roztarciu wydzielają silny zapach zbliżony do zapachu terpentyny lub pasty do podłogi. Płaskie gałązki są od spodu troszeczkę jaśniejsze niż na wierzchu i silnie rozczłonkowane.
KwiatyKwiaty męskie bardzo małe, długości około 3 mm, rosną głównie na szczytach bocznych gałązek. W czasie pylenia są jasno-żółte lub złotożółte. Kwiaty żeńskie bardzo niepozorne, zielonkawe. Kwitnie w marcu.
SzyszkiStojące na końcach. W porze owocowania mają około 2 cm długości i składają się zaledwie z sześciu łusek, z których tylko dwie noszą zalążki i wydają nasiona.
NasionaNasiona z jednym skrzydełkiem służącym do rozsiewania przez wiatr oraz mocno zredukowanym zawiązkiem drugiego skrzydełka; poza tym pokryte gruczołami żywicznymi.

## Biologia i ekologia
W naturalnych siedliskach rzadziej widuje się smukłą postać kolumnową, występują raczej korony stożkowate i bardziej rozłożyste. Gałęzie stosunkowo krótkie, wznoszą się skośnie, są wygięte do góry, rzadko zwisają lub są zgięte w dół. Pędy roczne początkowo zielonkawe, później brunatnieją. Gatunek jednopienny. Szyszki tego gatunku przypominają postacią szyszki żywotników, jednak tu poszczególne łuski są na szczycie nieco wystrzępione. Osobliwością cedrzyńca kalifornijskiego są kolory drewna – twardziel jaśniejsza niż biel.

## Zastosowanie
Roślina ozdobnaGatunek jest chętnie sadzony w parkach, ogrodach i kolekcjach.
DrewnoJest bardzo miękkie, ma jednorodną strukturę i może być obrabiane wyjątkowo równomiernie i gładko. Odporne na gnicie i warunki atmosferyczne. Nadaje się do prac snycerskich i modelarskich. W Ameryce jest on niekiedy używany do wyrobu mebli, ponadto do produkcji ołówków, gontu, słupów ogrodzeniowych.